# Beuron

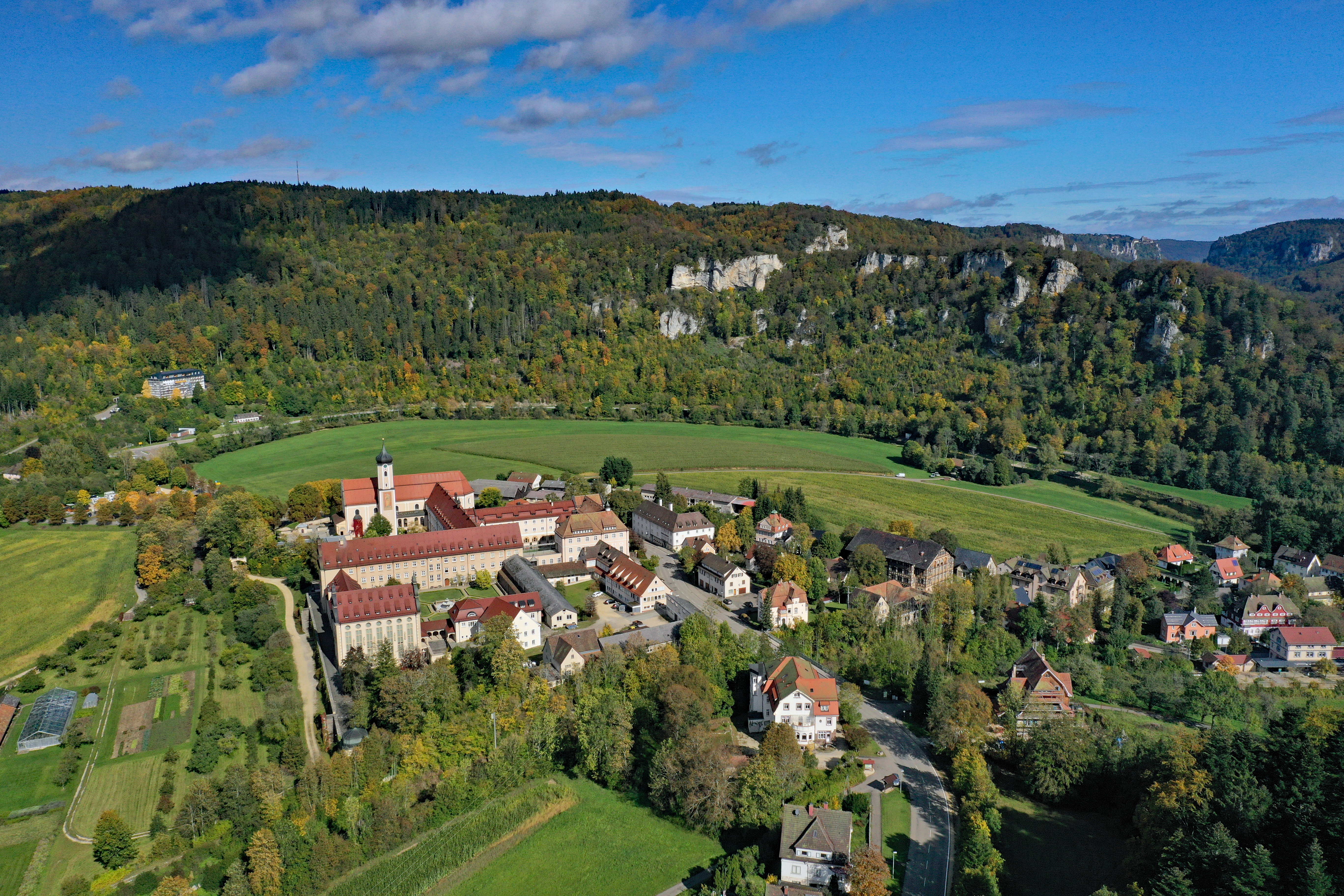
Luftbild von Beuron (2020)

Beuron (lokal: Beirå) ist eine Gemeinde im Landkreis Sigmaringen in Baden-Württemberg. Bekannt ist der Ort besonders durch das dortige Benediktinerkloster.

## Geographie

### Lage
Beuron liegt im landschaftlich reizvollen Tal der oberen Donau, rund 25 Kilometer westlich der Kreisstadt Sigmaringen. Es bildet das Zentrum des Naturparks Obere Donau.

### Donaudurchbruch
Der Donaudurchbruch bei Beuron zeigt mit seinem tief in den Kalkstein eingeschnittenen Flusstal die Erdgeschichte der letzten 160 Millionen Jahre vom einstigen Jurameer über die Abtragung der Kalksteine bis zur Verlaufsverschiebung des Wassers vom Rhein zur Donau.

### Flora und Fauna
Der Beuroner Gemeindewald ist mit 248 Hektar relativ klein. Der Laubholzanteil überwiegt mit 83 Prozent, den größten Anteil stellt die Buche. Weitere wichtige Baumarten sind: Esche, Ahorn, Eiche, Hainbuche, Ulme, Linde, Wildkirsche, Weißtanne, Kiefer und Lärche. Der Kommunalforst erstreckt sich im Wesentlichen an den beiden Donautalhängen; auf rund 30 bis 40 Prozent der Flächen können keine Bäume gefällt werden, weil der technische und damit finanzielle Aufwand zu hoch ist.
Der gesamte Wald liegt im FFH-Gebiet Obere Donau, der Biotopanteil ist viermal höher als im Landesschnitt. Er ist Lebensraum für Rehe und Gämsen.

### Nachbargemeinden
Nachbargemeinden sind Schwenningen, Stetten am kalten Markt, Sigmaringen, Leibertingen, Buchheim, Fridingen an der Donau, Bärenthal, und Irndorf.

### Gemeindegliederung
Zu Beuron gehören neben dem namensgebenden Ort Beuron die Ortsteile Hausen im Tal, Langenbrunn, Neidingen und Thiergarten.
| Wappen                | ehemalige Gemeinde bzw. ehemaliger Gemeindeteil | Fläche (km²) | Ortsteil      | Einwohner |
| --------------------- | ----------------------------------------------- | ------------ | ------------- | --------- |
| Beuron                | Beuron                                          | 09,3         |               | 130       |
| Hausen im Tal         | Hausen im Tal (Verwaltungssitz)                 | 19,4         | Hausen im Tal | 310       |
| Hausen im Tal         | Hausen im Tal (Verwaltungssitz)                 | 19,4         | Langenbrunn   | 050       |
| Hausen im Tal         | Hausen im Tal (Verwaltungssitz)                 | 19,4         | Neidingen     | 070       |
| Kein Wappen Verfügbar | Thiergarten                                     | 06,4         |               | 0110      |

### Schutzgebiete
Das das Gemeindegebiet prägende Durchbruchtal der oberen Donau hat einen besonderen naturschutzfachlichen Wert und ist daher über mehrere Schutzgebietskategorien geschützt. Große Teile des Beuroner Gemeindegebiets gehören zum Landschaftsschutzgebiet Donau- und Schmeiental, zum FFH-Gebiet Oberes Donautal zwischen Beuron und Sigmaringen sowie zum Vogelschutzgebiet Südwestalb und Oberes Donautal.
Beuron gehört außerdem zum Naturpark Obere Donau. Der Sitz der Naturparkverwaltung, das Haus der Natur, ist in Beuron angesiedelt.

## Geschichte
Die Gegend um Beuron war, wie zahlreiche Funde beweisen, bereits in der Mittelsteinzeit besiedelt. Die frühmesolithische Kultur Beuronien ist nach dem Ort benannt. Wichtigste Fund- und Ausgrabungsorte sind die nahe gelegene Jägerhaushöhle auf Fridinger Gemarkung sowie die Probstfelshöhle bei Beuron. Mit dem Altstadtfelsen verfügt Beuron über einen weiteren vorgeschichtlichen Fundplatz. Dort befand sich ein spätkeltischer Zügelring. Vom Peterfels sind Funde urnenfelderzeitliche Keramik bekannt.
In der Gegend bei Beuron wurde das an der Donau liegende, auf der Geographike Hyphegesis verzeichnete römische Dracuina vermutet. In der Felsenhöhle beim Kloster Beuron befand sich eine Sichel mit dem römischen Zahlenzeichen „XIII“, das in die Bestände des Fürstlichen Museums Sigmaringen verbracht wurde.
Beuron wurde erstmals 861 im Besitzverzeichnis des Klosters St. Gallen als „Purron“ erwähnt.
Der Ortsteil Hausen im Tal erscheint in der Chronik von Andechs um 1020 als „Rittersitz“. Zur Herrschaft Hausen gehörten die Dörfer Hausen im Tal und Neidingen.
Der Ortsteil Thiergarten ist eine Gründung des Grafen Wilhelm von Zimmern.
Der Ortsteil Langenbrunn gehörte zur Herrschaft Werenwag.
Beuron war als Augustiner-Chorherrenstift bis zur Mediatisierung ein eigenständiges geistliches Territorium, zu dem damals auch die Nachbargemeinde Bärenthal gehörte. Beide kamen 1803 nach der Säkularisation des Augustinerklosters zum Fürstentum Hohenzollern-Sigmaringen und wurden mit diesem 1849 als Teil der Hohenzollernschen Lande preußisch. Ab 1806 gehörte Beuron  zunächst zum hohenzollerischen Obervogteiamt Beuron. Das Dorf bildete in dieser Zeit eine hohenzollerische Exklave. Das Obervogteiamt Beuron ging 1830 im Oberamt Wald auf. Das Oberamt Wald existierte auch noch von 1850 bis 1862 unter preußischer Herrschaft. Bis zur Kreisreform in Baden-Württemberg 1973 gehörte die Gemeinde dann zum Oberamt Sigmaringen, aus dem 1925 der Landkreis Sigmaringen hervorging.
Erst 1863 wurde das Kloster wieder mit mönchischem Leben erfüllt, als die Benediktiner dort die heute weithin bekannte Erzabtei begründeten.
Das Fürstlich-Hohenzollernsche Rentamt Beuron verwaltete die südlich vom Kloster gelegene Domäne Steighof. Der Steighof wurde 1964 abgebrochen und seine Felder mit Fichtenkulturen aufgeforstet.
Die heutige Gemeinde wurde am 1. Januar 1974 durch die Vereinigung der Gemeinden Beuron und Hausen im Tal neu gebildet. Am 1. Januar 1977 kam Thiergarten hinzu. Dieses gehörte zuvor zu zwei verschiedenen Gemeinden:
- Der links der Donau gelegene hohenzollerische Teil wurde am 1. April 1901 der Gemeinde Vilsingen zugeordnet. Am 1. Januar 1975 kam dieser Teil zusammen mit Vilsingen zur Gemeinde Inzigkofen.
- Der rechts der Donau gelegene badische Teil wurde im Jahr 1890 der Gemeinde Gutenstein zugeordnet. Bereits am 1. Juli 1974 kam dieser Teil zusammen mit Gutenstein zu Sigmaringen.

Nach der Anhörung der Einwohner erfolgte die Umgliederung beider Gebietsteile in die Gemeinde Beuron.

## Politik

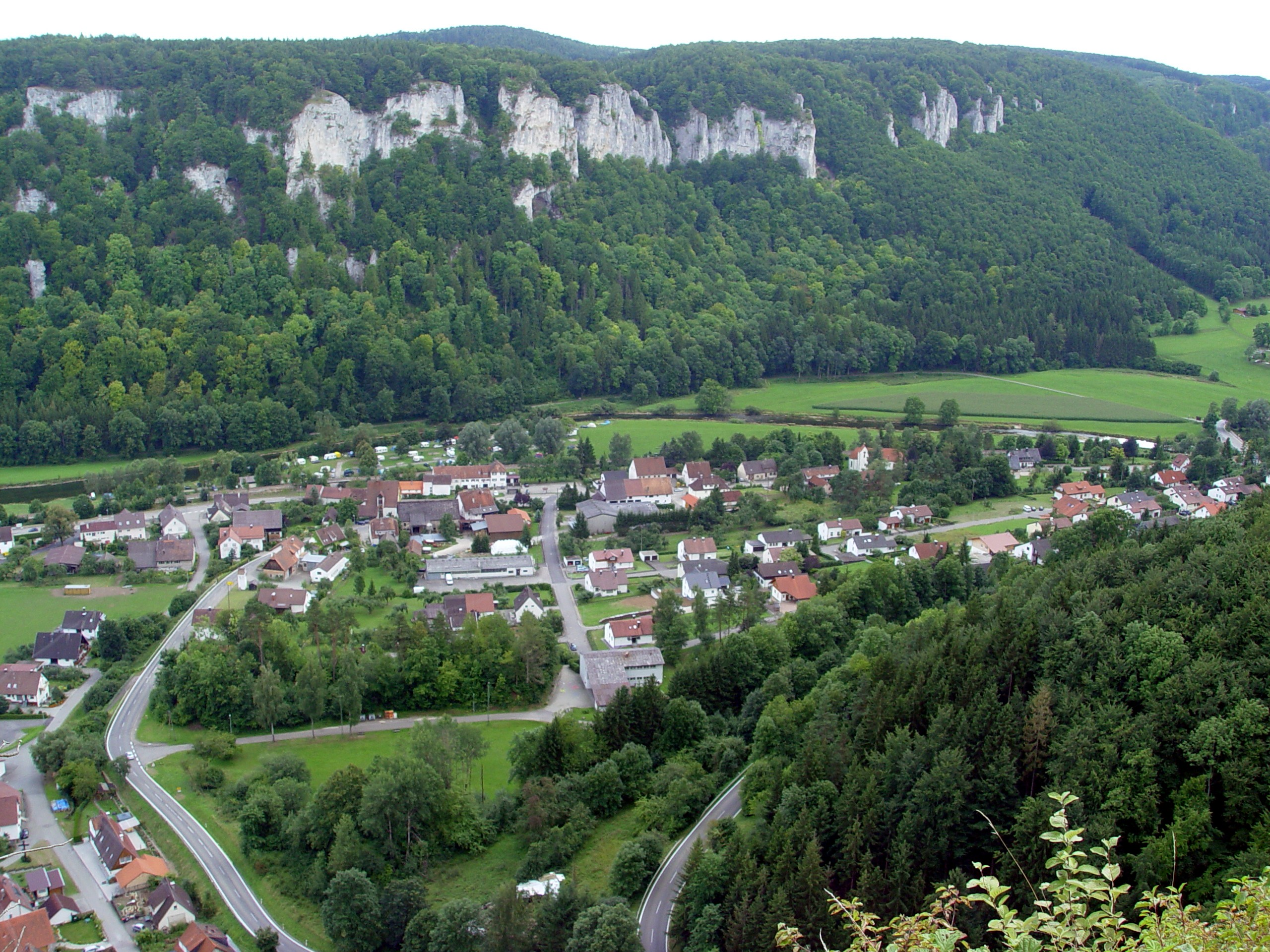
Der Ortsteil Hausen im Tal von der Ruine des Schlosses Hausen aus gesehen (Nordansicht)

Der Verwaltungssitz der Gemeinde Beuron befindet sich im Ortsteil Hausen im Tal.

### Bürgermeister
Am 19. Juni 2011 wurde der Polizeibeamte Raphael Osmakowski-Miller aus Bad Saulgau mit 56,49 Prozent der abgegebenen Stimmen bei einer Wahlbeteiligung von 74,39 Prozent im ersten Wahlgang zum ehrenamtlichen Bürgermeister von Beuron gewählt. Seine Amtseinführung erfolgte am 2. September 2011, Amtsantritt war der 5. September 2011. Am 7. Juli 2019 wurde Raphael Osmakowski-Miller wiedergewählt. Die Wahlbeteiligung lag bei 45 Prozent, davon entfielen 92 Prozent auf den bisherigen ehrenamtlichen Bürgermeister. Osmakowski-Miller wurde am 4. September 2019 für die weitere Amtszeit vereidigt. Es war die erste Wiederwahl eines Bürgermeisters nach 32 Jahren in der Gemeinde Beuron. Osmakowski-Miller wurde im November 2023 zum Bürgermeister von Bad Saulgau gewählt. Am 28. April 2024 wurde Hans-Peter Wolf mit 51,5 Prozent der Stimmen zum Bürgermeister von Beuron gewählt.
- 1979–1995: Fidel Matthias Fischer[16]
- 1995–1998: Arndt Neff[17][18]
- 1998–2000: Gerhard Huhn (erster Bürgermeisterstellvertreter, übernahm für eineinhalb Jahre Vakanz das Amt kommissarisch)[16]
- 2000–2003: Herbert Bucher
- 2003–2011: Robert Rauser
- 2011–2024: Raphael Osmakowski-Miller
- seit 2024: Hans-Peter Wolf

### Wappen
| Wappen der Gemeinde Beuron | Blasonierung: „In einem im Wellenschnitt schräglinks geteilten Schild oben in Blau ein silberner (weißer) Widderkopf mit goldenem (gelbem) Gehörn im Visier, unten in Gold (Gelb) der blaue Kleinbuchstabe b, dessen Schaft in einem Kreuz endet.“ |
| Wappen der Gemeinde Beuron | Wappenbegründung: Die am 1. April 1974 durch Vereinigung des gleichnamigen alten Orts mit Hausen im Tal gebildete neue Gemeinde gestaltete ihr Wappen aus wesentlichen Bestandteilen der Wappen ihrer beiden Rechtsvorgängerinnen. Der golden gehörnte silberne Widderkopf auf blauem Grund war zuvor die Wappenfigur von Hausen im Tal. Sie erinnert an das Ortsadelsgeschlecht, das einen Widder im Familienwappen geführt hatte. Die Schräglinksteilung im Wellenschnitt bezieht sich auf die in starken Mäandern das Gemeindegebiet durchfließende Donau, an die schon die Wellenteilung im früheren Beuroner Wappen erinnert hatte. Aus dem letzteren wurde auch die vom Klosterwappen abgeleitete Initiale b mit dem Kreuz übernommen. Das Landratsamt hat das Wappen und die Flagge am 28. April 1982 verliehen. |

## Kultur und Sehenswürdigkeiten

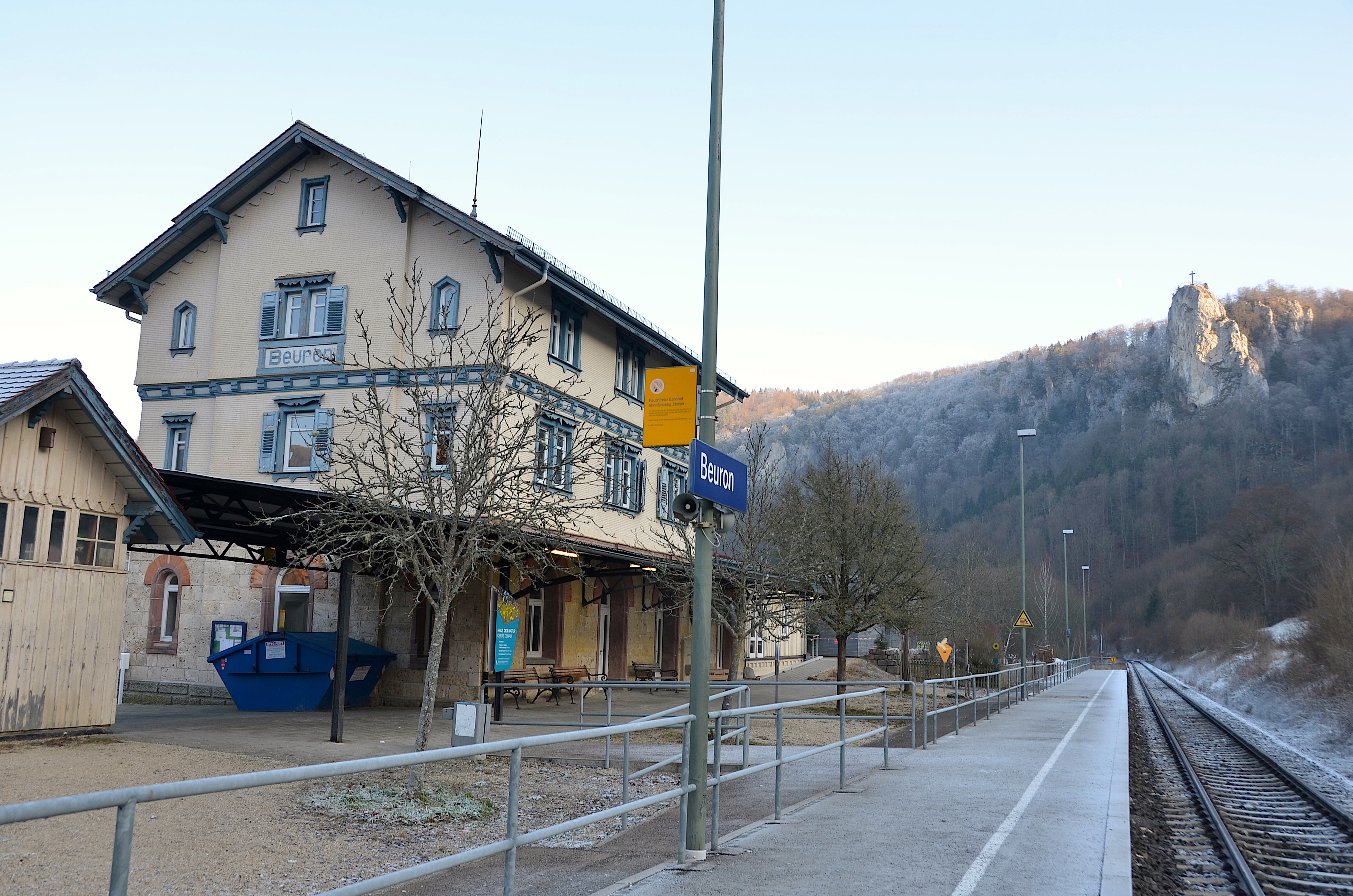
Ehemaliges Bahnhofgebäude Beuron, heute das Haus der Natur

Hausen im Tal und Beuron liegen an der Hohenzollernstraße. Die Kommune ist dem Tourismusverband „Donaubergland“ angeschlossen.

### Museen
- Bibelmuseum der Erzabtei Beuron
- Das Haus der Natur Beuron zeigt eine Ausstellung zur erdgeschichtlichen Entstehung der Oberen Donau und weist auf die Besonderheiten der Flora und Fauna hin. Im kleinen Naturparkladen finden sich regionale Mitbringsel, typische Produkte der Region sowie künstlerische und praktische Filzerzeugnisse. Schwerpunkt der Arbeit liegt im Bereich der Umwelterziehung.

### Bauwerke

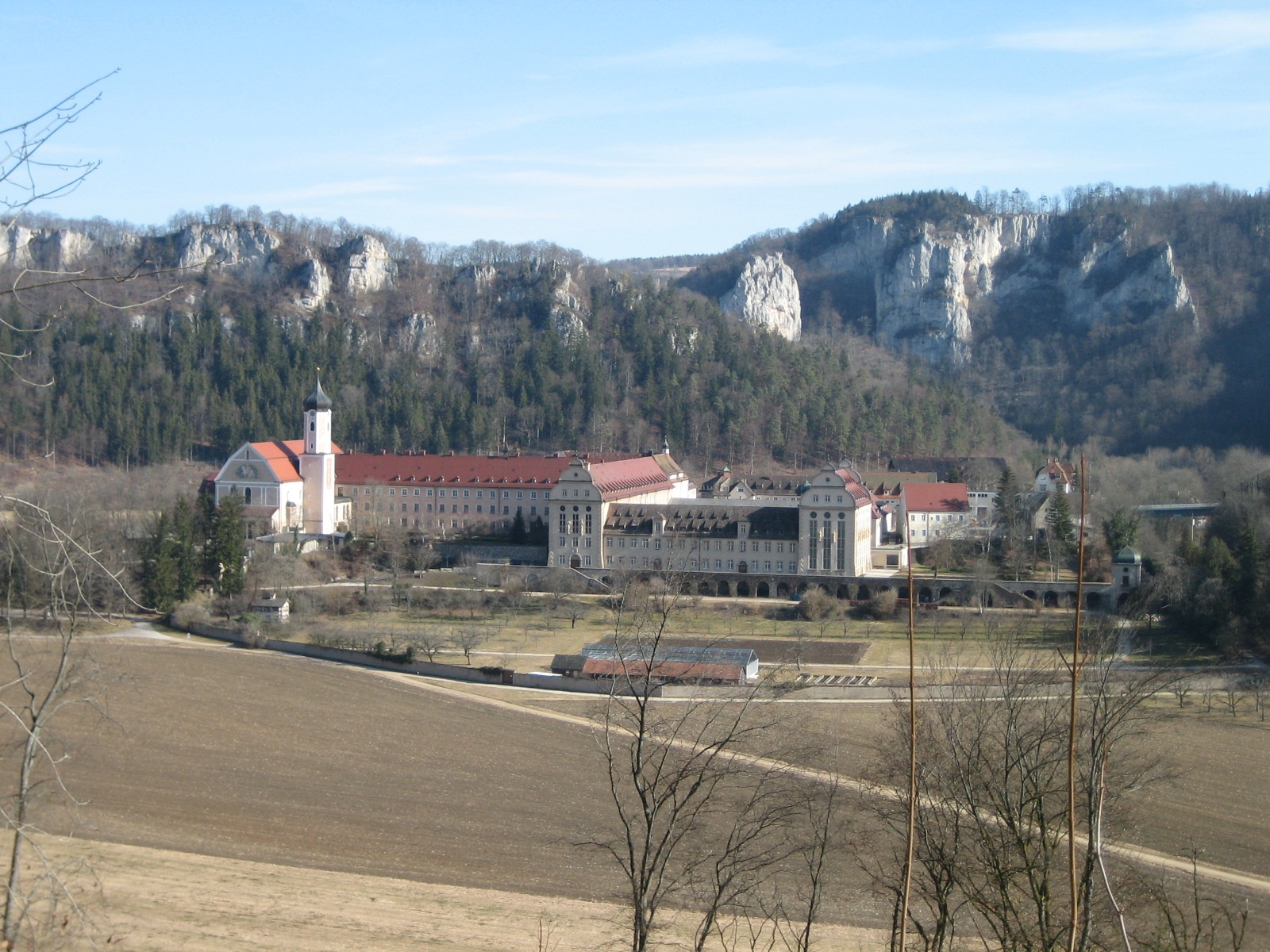
Die Benediktiner-Erzabtei Beuron, Westansicht

Für die unter Denkmalschutz stehenden Kulturdenkmäler des Orts siehe die Liste der Kulturdenkmale in Beuron.

#### Benediktiner-Erzabtei Beuron
Berühmt ist Beuron durch die Benediktiner-Erzabtei Beuron, welche das Zentrum der Beuroner Kongregation darstellt. Das Kloster wurde 1077 als Augustiner-Chorherrenstift gegründet. Nach seiner Auflösung im Zuge der Säkularisation 1803 ging sein Gebiet in den Besitz des Fürstentums Hohenzollern-Sigmaringen über. 1863 wurde das Kloster als Benediktinerkloster neu gegründet und 1868 zur Abtei erhoben, von der die Gründung vieler anderer Benediktinerklöster ausging. Die Bauten stammen teils von Franz Beer (1694 bis 1707), teils sind sie neu. Das Kloster hat jährlich rund 100.000 Besucher. Die barocke Klosteranlage weist bemerkenswerte Räume und eine große Klosterbibliothek auf. Beuron war im späten 19. Jahrhundert Zentrum der Beuroner Kunstschule und der seit 1967 eingestellten, aber juristisch fortbestehenden Theologischen Hochschule Beuron.

#### Kirchen und Kapellen

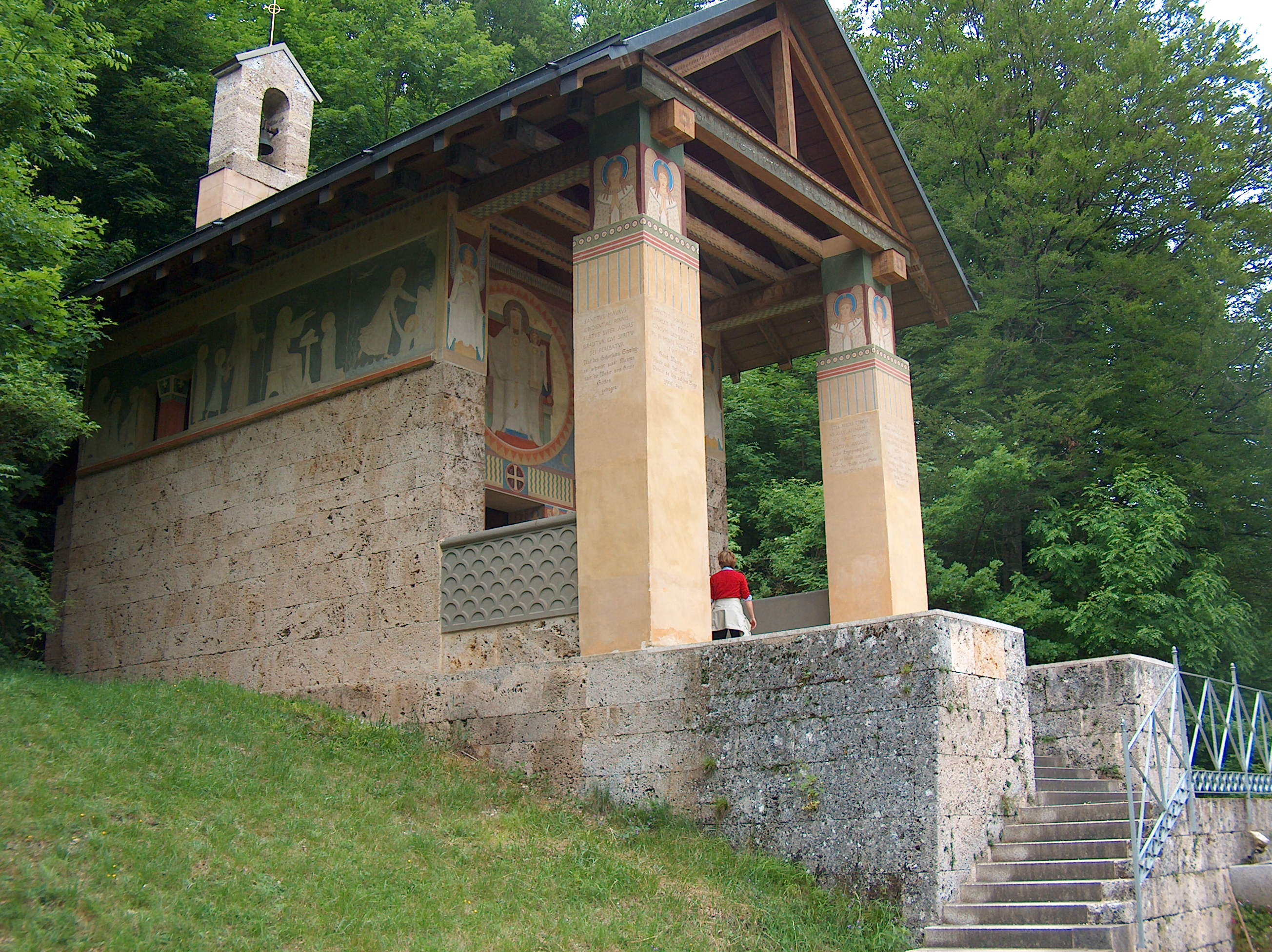
Die Mauruskapelle bei Beuron

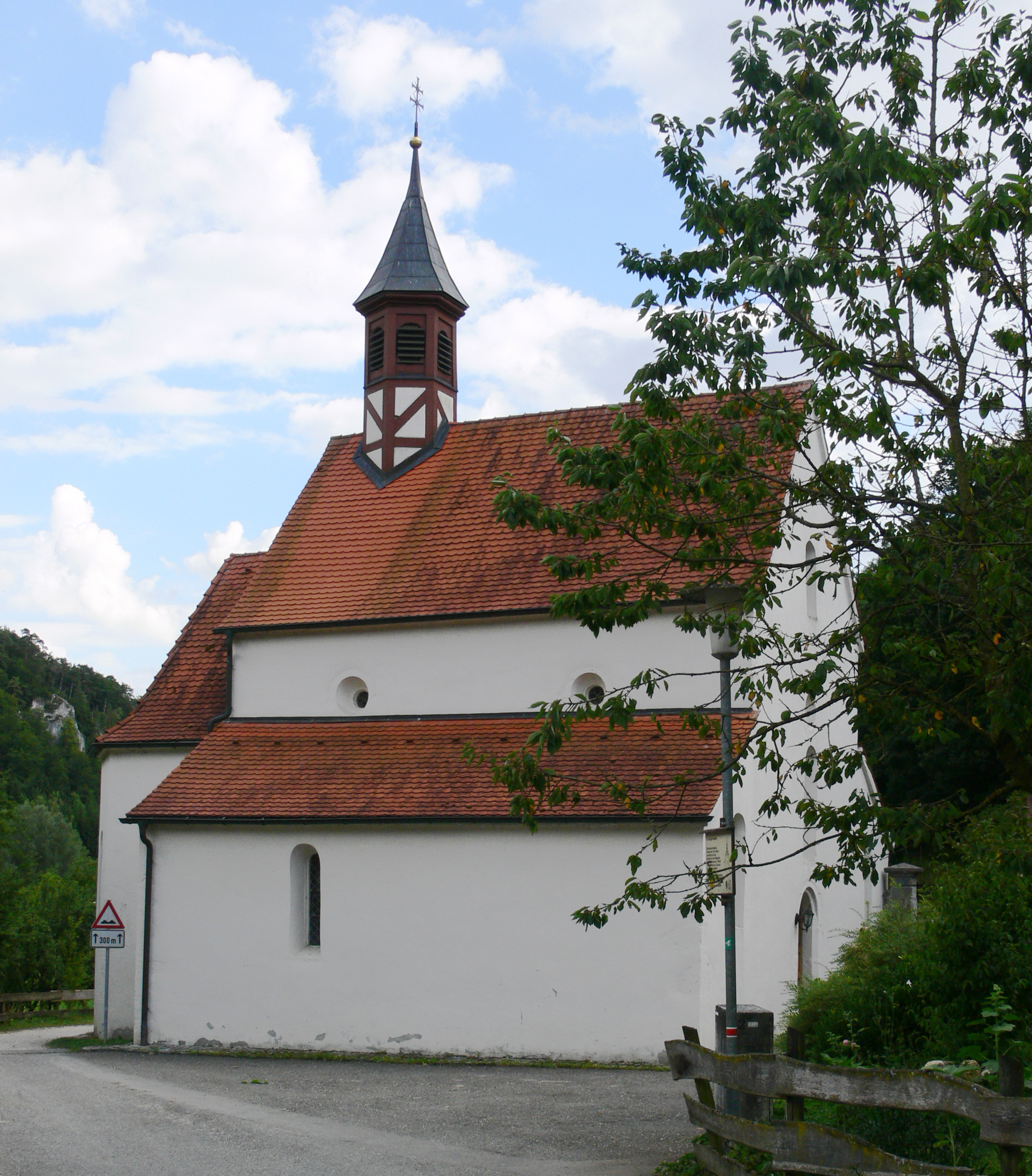
Kapelle St. Georg bei Thiergarten

- Die 1732 bis 1738 erbaute Klosterkirche St. Martin und St. Maria ist ein barockes Sakralbauwerk mit prachtvollen Seitenaltären, Deckenbildern und Stuckarbeiten. Der Hauptaltar zeugt von der Beuroner Kunstschule. Die im rechten Winkel angebaute Gnadenkapelle, welche in der Unterkapelle die Grablege der Erzäbte birgt, wurde um 1900 neu im Beuroner Stil erbaut.
- Rund drei Kilometer unterhalb des Klosters steht in einer linken Donauschlaufe unweit des Ufers die Mauruskapelle. Sie wurde von Pater Desiderius Lenz 1868 als Pionierwerk der Beuroner Kunstschule geschaffen und im Jahr 1871[21] fertiggestellt. Die Bild- und Formensprache orientiert sich an altägyptischen Tempelanlagen.[22] Sie beherbergt stilisierte Fresken in strenger Ordnung und vielfältiger Ornamentik.[21] In der Mauruskapelle und vor allem mit deren Ausmalung realisierte der Gründervater der Beuroner Kunstschule erstmals sein Programm zur Erneuerung der christlichen Kunst, das in der Folge von Beuron in die gesamte katholische Welt ausstrahlte.[23]
- Im Ortsteil Hausen im Tal befindet sich die Kapelle St. Nikolaus. Sie wurde um 1275 erbaut und zeichnet sich durch einen romanischen Turm aus. Der übrige Teil wurde barockisiert.
- Im Ortsteil Neidingen befindet sich links der Donau auf einer Anhöhe an einem Hang die St. Agatha-Kapelle. Sie ist das Nachfolgebauwerk einer Kapelle, die durch einen Wolkenbruch 1838 zerstört wurde. Der Chor ist durch einen Rundbogen abgetrennt. Die Figuren neben dem Altar stammen von Alberti und wurden um 1730 geschaffen. Die restlichen Figuren stammen aus der Pfarrkirche St. Nikolaus in Hausen.[24]
- Die Kapelle St. Georg im Ortsteil Thiergarten entstand in der Übergangszeit von der Gotik zur Renaissance. Sie gilt als die kleinste dreischiffige Basilika Europas.

#### Schlösser und Burgen
- Oberhalb von Langenbrunn befindet sich das in das 11. Jahrhundert datierbare Schloss Werenwag.
- Oberhalb des Ortsteils Hausen im Tal befindet sich das in das 13. Jahrhundert datierbare Schloss Hausen im Tal (auch Ruine Hausen). Auf Schloss Hausen saß im Mittelalter ein Ministerialengeschlecht, dem der Minnesänger „Friedrich von Husen“ entstammte. Die Ruine mit rekonstruierbarem Grundriss und Tonnengewölbe ist frei zugänglich. Sie wurde von der Denkmalstiftung Baden-Württemberg zum „Denkmal des Monats Februar 2008“ ernannt.
- Auf der Gemarkung des Ortsteils Thiergarten liegt die Ruine Falkenstein. Ihre Spuren reichen zurück bis in das 13. Jahrhundert. Ihr heutiger Baubestand, von dem erhebliche Teile des Mauerwerks erhalten sind, stammt aus dem 16. Jahrhundert. Die Ruine ist frei zugänglich.
- Die frei zugängliche Ruine Lägelen (Wagenburg) mit Mauerresten einer starken Schildmauer und Futtermauer wurde um 1100 erbaut.
- Des Weiteren gibt es auf Beuroner Gemarkung folgende Burgruinen und Burgreste: Burg Auchtbühl, Burg Katharinafels (Offenes Loch), Burg Kreidenstein, Burg Langenfels, Burg Lengenfeld, Burg Neidingen (Fallfelshöhle), Neidinger Heidenschloss, Petershöhle, Burg Pfannenstiel, Höhlenburg Weiler (Heidenloch).

#### Sonstiges

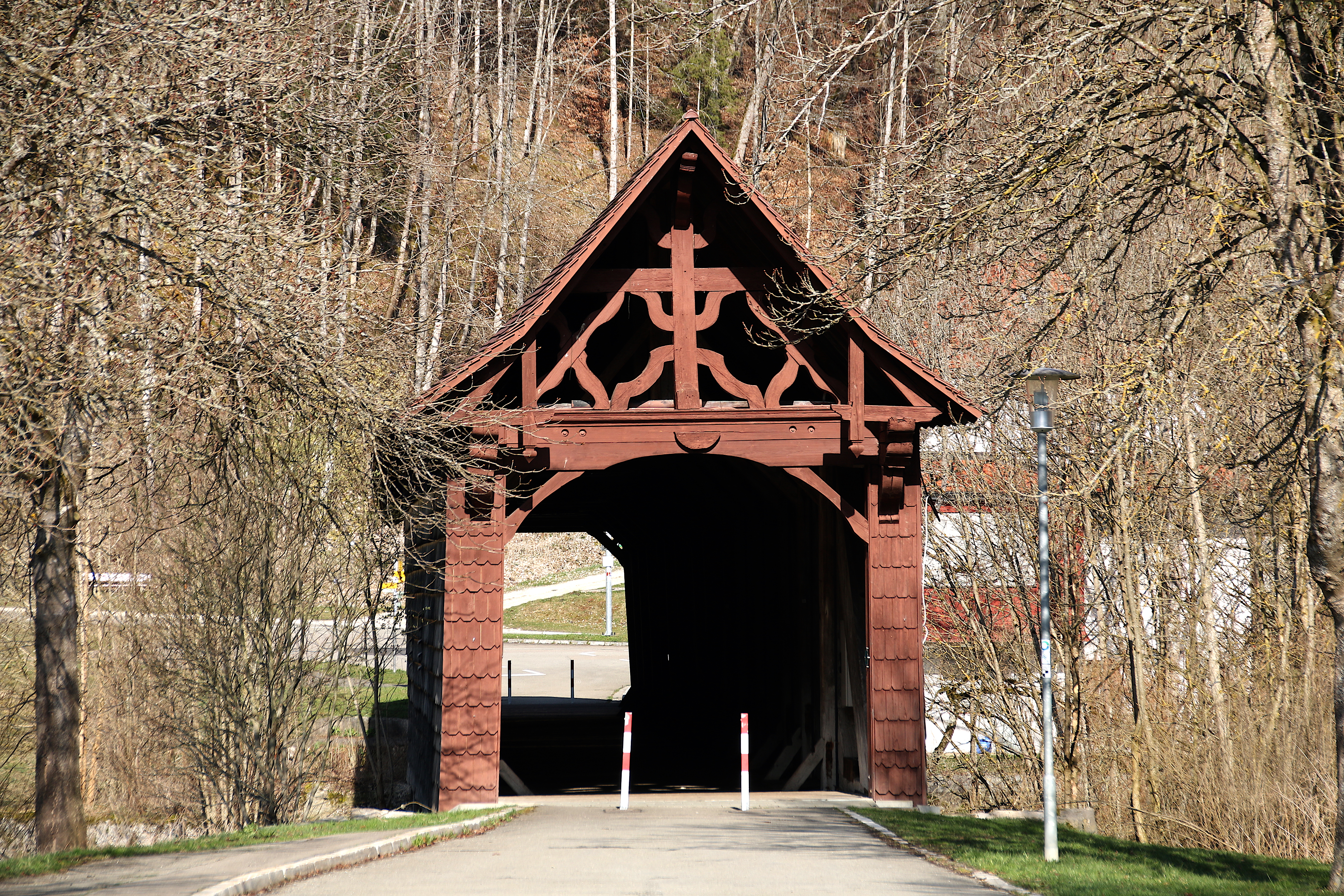
Donau-Holzbrücke, Beuron (2018)

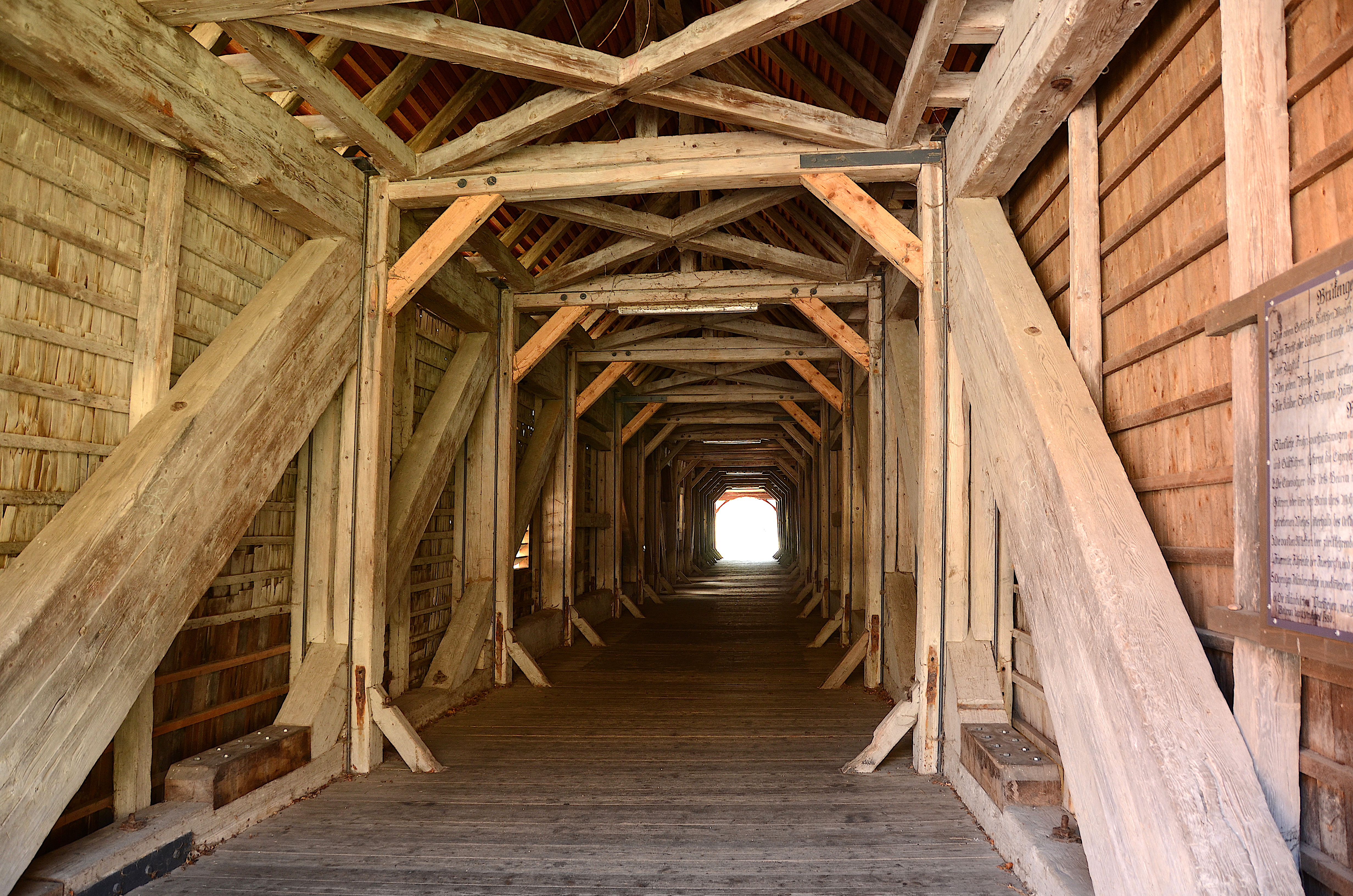
Donau-Holzbrücke (2018)

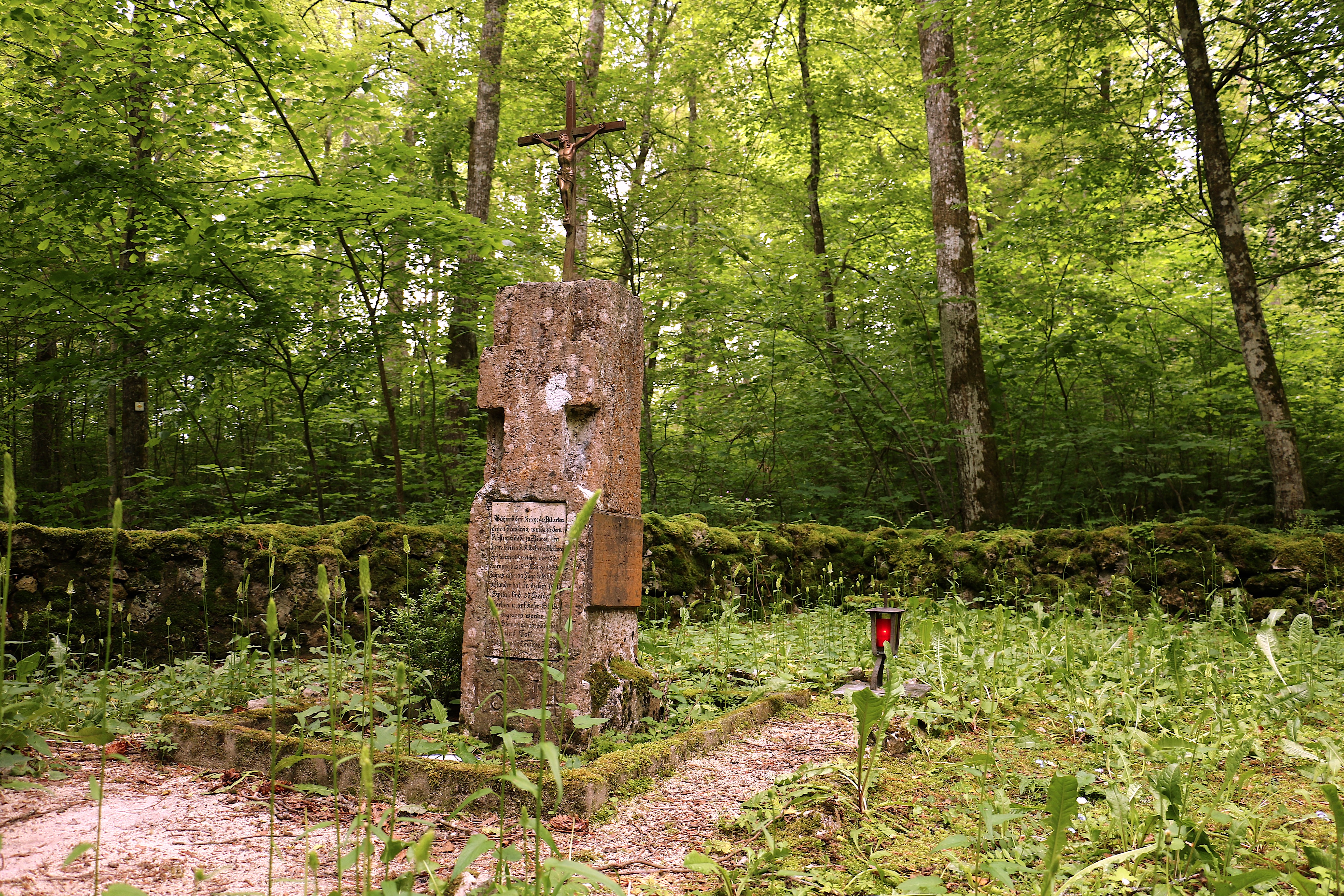
Soldatenfriedhof Beuron

- Die Beuroner Donau-Holzbrücke ist eine 73 Meter lange gedeckte Holzbrücke und führt bei Beuron über die Donau. Sie wurde im Jahr 1801 in Betrieb genommen und diente bis 1975 dem kompletten Verkehr. Nach dem Neubau einer Stahlbetonbrücke rund 100 Meter donauabwärts wurde sie für den Autoverkehr entbehrlich, 1976 komplett saniert und in den ursprünglichen Zustand zurückversetzt. 2005 wurde sie renoviert und ist heute nur noch für Fußgänger und Radfahrer freigegeben.[25] In der Nacht des 27. September 2023 wurde die Brücke durch einen Brand schwer beschädigt, mutmaßlich infolge vorsätzlicher Brandstiftung.[26] Auf einer Karte, die eine Anlage zum „Gutachten Beweise der Stift Beuronischen Reichsunmittelbarkeit“ vom 15. September 1787 ist, erkennt man, dass schon im 18. Jahrhundert eine überdachte Holzbrücke bestand.
- An der Straße von Beuron nach Fridingen befindet sich einer der ältesten Soldatenfriedhöfe Deutschlands. Der Friedhof wurde 1913 mit einem Rundtempel errichtet, der an die Befreiungskriege von 1813 erinnert.[27]
- Östlich des Ortsteils Neidingen befindet sich die Talmühlequelle, eine ergiebige Karstquelle, die in die Trinkwasserversorgung einspeist.
- Entlang des Wanderwegs von Beuron zur Burg Wildenstein befindet sich der Buchbrunnen mit seinem frischen Wasser und der Schau-Kohlenmeiler des Schwäbischen Albvereins, der ein wichtiges Kapitel der Sozial-, Wirtschafts- und Landschaftsgeschichte der Region verkörpert.[28] Bei einer Bestandsaufnahme dieser Kohlplattenstellen, an denen Kohlenmeiler betrieben wurden, fand man allein in fürstlich-hohenzollerischen Wäldern 720 Stück.[10]

### Naturdenkmäler
- Der Bischofsfelsen (790 m) ist ein Aussichtspunkt, der einen Ausblick übers Donautal, die Ruine Schloss Hausen und Schloss Werenwag ermöglicht. Ein Höhenweg verbindet ihn mit dem Aussichtspunkt Hohler Fels (770 m), auf dem ein großes weißes Steinkreuz steht. Von hier aus bietet sich ein Blick auf die Burgruine Lengenfeld und ins Tal.[29]
- Benediktushöhle
- Knopfmacherfelsen

### Sport
„Am Steig“, dem Donautalhang in Richtung Kreenheinstetten, befindet sich ein Skihang mit Lift und einem kleinen Vereinsheim des im Februar 1965 gegründeten Skiclubs Hausen im Tal. Die Abfahrstrecke wurde im Spätherbst 1965 durch Aushauen geschaffen. 1967 stürzten bei einem Orkan Bäume vom benachbarten Wald auf die Strecke und zogen das Gelände stark in Mitleidenschaft. 1970 konnte der Club für 1000 Mark einen Rucksacklift anschaffen. Später entstand die heutige Skihütte, die zunächst nur als Wetterschutz für die Liftwinde konzipiert war. Der heutige Skilift stammt aus dem Jahr 1983. Erst vor wenigen Jahren wurde die Skihütte um den heutigen Gastraum erweitert. Der Ski-club war von Anfang an nicht als ausschließlicher Wintersportverein angelegt. Der Sportplatz im Steinbruch beim früheren Schulhaus kam im Wesentlichen durch den Ski-Club zustande. Heute bietet der Club neben Fußball auch Nordic Walking und Volleyball an.

## Wirtschaft und Infrastruktur

### Wirtschaft
Im Jahr 2022 erzielte Beuron Einnahmen aus der Gewerbesteuer in Höhe von 176 Tausend Euro. Mit einem Gewerbesteuerhebesatz von 350 % liegt die Gemeinde unter dem durchschnittlichen Gewerbesteuerhebesatz Deutschlands. Dieser beträgt 407 % (Stand: 2023).

### Verkehr

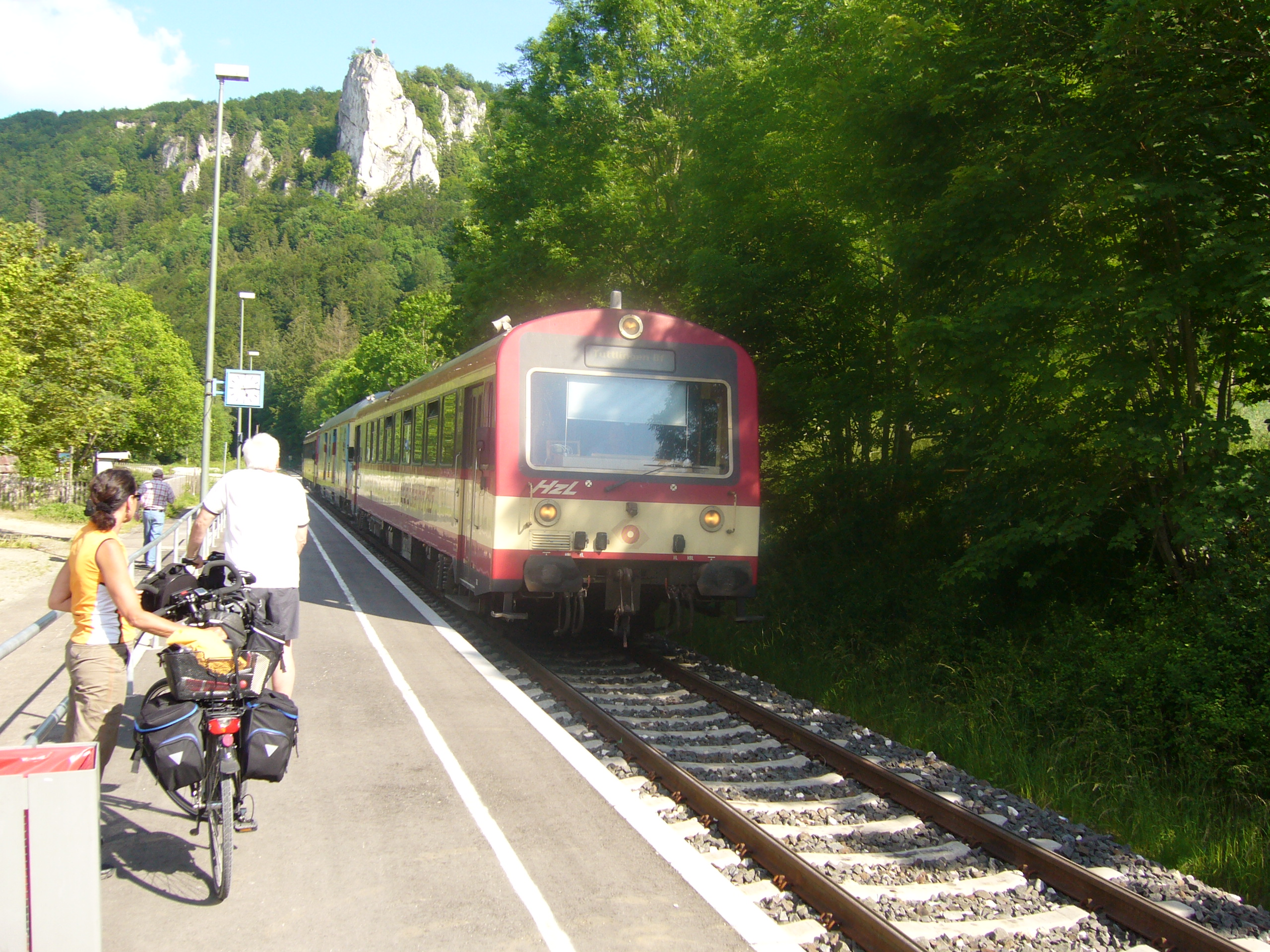
Naturpark-Express am Haltepunkt Beuron

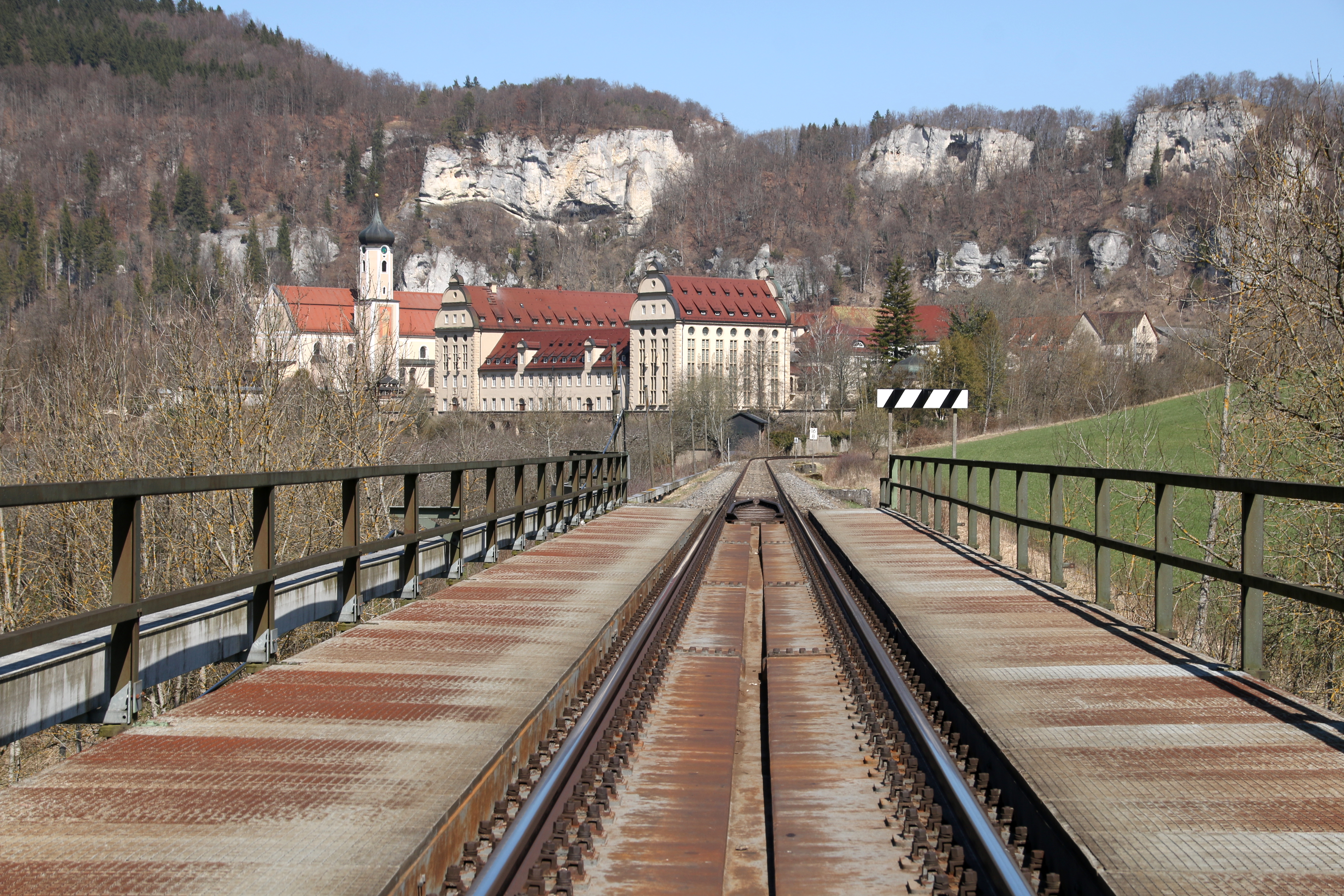
Donau-Eisenbahnbrücke mit Kloster Beuron

#### Bahnverkehr
Beuron liegt an der Bahnstrecke Tuttlingen–Inzigkofen und ist Regional-Express-Halt. Es verkehren bis auf einzelne Taktlücken im Stundentakt Züge nach Sigmaringen und Ulm sowie nach Donaueschingen. Während der Sommermonate verkehrt darüber hinaus der Naturpark-Express, welcher im Gegensatz zu vielen Regional-Express-Zügen meist auch die kleineren Bahnhöfe und Haltepunkte im Donautal bedient. Neben dem RE-Haltepunkt Beuron gibt es außerdem noch einen Bahnhof im Ortsteil Hausen im Tal. Dort halten an Werktagen (außer Samstag) ebenfalls im Zweistundentakt die Züge Richtung Ulm und Neustadt (Schwarzwald), am Wochenende hält dort nur jeder zweite Zug. In Thiergarten bestand ein Haltepunkt, welcher inzwischen nicht mehr bedient wird.
Beuron liegt im Gebiet des Verkehrsverbund Neckar-Alb-Donau (naldo). Für Fahrten in den Landkreis Tuttlingen gelten zusätzlich die Fahrkarten des Verkehrsverbunds Schwarzwald-Baar-Heuberg (move).

#### Straßenverkehr
Die Landesstraße 277 führt am Kernort Beuron vorbei durch das gesamte Donautal von Tuttlingen nach Sigmaringen.

#### Radverkehr
Durch Beuron führt der Donauradweg. Er führt von Donaueschingen über Passau, Wien und Budapest bis zur Mündung in das Schwarze Meer. Er wird zwischen Tuttlingen und Passau auch als EuroVelo-Route EV6 und als D-Route 6 geführt. Er verbindet Beuron mit den Ortsteilen Hausen und Thiergarten, weiter mit Gutenstein, Inzigkofen, Laiz und Sigmaringen und in der anderen Richtung mit Fridingen, Mühlheim und Tuttlingen.

### Grundversorgung

#### Nahwärmenetz
In der Gemeinde Beuron wurde in den Jahren von 2018 bis 2021 im Ortsteil Hausen im Tal ein Nahwärmenetz mit einer Anschlussquote von über 80 Prozent durch die NRS (Nahwärmeregion Sigmaringen) gebaut. Bei der NRS handelt es sich um einen Zusammenschluss der Solarcomplex AG aus Singen am Hohentwiel und den Stadtwerken der Stadt Sigmaringen.

### Bildung
Die Theologisch-wissenschaftliche Hochschule, an der seit 1866 die theologische Ausbildung der Mönche des Klosters Beuron und anderer Klöster stattfand, ist seit 1967 vakant. Die Hochschule besteht rechtlich weiter, vorläufig findet aber kein Lehrbetrieb statt. Die Mönche studieren an theologischen Fakultäten anderer Hochschulen, vornehmlich in Salzburg und Rom.

### Tourismus
Über das Haus der Natur werden geführte Touren vermittelt. Meist sind „Zertifizierte Natur- und Landschaftsführer“ und „Danube Guides“ (Donau-Natur-Kultur-Führer) nebenberuflich tätig. Im Rahmen des EU-Projekts LENA („Local Economy and Nature Conservation in the Danube Region“) werden in Deutschland, Bulgarien, Rumänien, Slowenien, Serbien und Kroatien „Danube Guides“ geschult, fortlaufend betreut, beworben und zertifiziert.

## Persönlichkeiten

### Söhne und Töchter der Gemeinde
- Anton Schlude (1808–1863), Dichter aus dem Teilort Hausen im Tal.
- Stefie Restle (1901–1978), Landtagsabgeordnete (SPD)
- Fritz Einwald (1907–1967), geboren in Thiergarten, Politiker, Landtagsabgeordneter

### Persönlichkeiten, die vor Ort gewirkt haben
- Maurus Wolter (bürgerlich: Rudolf Wolter; 1825–1890), Gründer der Benediktiner-Abtei Beuron
- Placidus Wolter (bürgerlich: Ernst Wolter; 1828–1908), zweiter Erzabt von Beuron
- Gabriel Wüger (bürgerlich: Jakob Wüger; 1829–1992), Schweizer Benediktinerpater und Maler
- Desiderius Lenz (bürgerlich: Peter Lenz; 1832–1928), Benediktiner, Maler, Architekt, Bildhauer und Gründer bzw. Initiator der Beuroner Kunstschule
- Benedikt Sauter (1835–1908), Benediktiner und Abt des Emmausklosters in Prag
- Anselm Schott (1843–1896), Benediktinerpater und Kirchenmusiker, wirkte von 1868 bis 1875 im Benediktinerkloster Beuron
- Fridolin Steiner (Ordensname: Lukas Steiner; 1849–1906), Schweizer Benediktiner und Maler, Mitbegründer der Beuroner Kunstschule
- Hildebrand de Hemptinne (1849–1913), belgischer Benediktinerpater und erster Abtprimas des Benediktinerordens
- Jan Verkade (seit 1894: Willibrord Verkade; 1868–1946), niederländischer Maler der Künstlergruppe Nabis und Benediktinermönch
- Hermann Anton Bantle (1872–1930), Künstler
- Raphael Molitor (bürgerlich: Fidelis-Engelbert Molitor; 1873–1948), Kirchenmusiker und erster Abt der Abtei Gerleve
- Felix Knubben (1880–1934), Organist und Musiklehrer in Beuron
- Raphael Walzer  (bürgerlich: Josef Walzer; 1888–1966), vierter Erzabt von Beuron, emigrierte 1935 nach Frankreich, resignierte 1937 und flüchtete 1940 nach Algerien
- Edith Stein (Ordensname: Teresia Benedicta vom Kreuz; 1891–1942), Philosophin, Frauenrechtlerin und Ordensschwester, lebte vor ihrer Deportation durch die Nationalsozialisten in Beuron
- Gregor Sorger (bürgerlich: Ludwig Paul Friedrich Sorger; 1892–1950), Benediktinerpater und ab 1937 Missionsmönch in Japan und ab 1940 In Korea, starb in sowjetischer Haft
- Nikolaus von Lutterotti (bürgerlich: Markus von Lutterotti; 1892–1950), österreichischer Benediktinerpater, Prior, Archivar, Bibliothekar, Autor und Gründer der Abtei Grüssau in Bad Wimpfen
- Basilius Steidle (bürgerlich: Augustin Steidle; 1903–1982), Benediktinerpater, Patrologe und Hochschullehrer
- Paulus Gordan (bürgerlich: Günther Gordan; 1912–1999), Benediktinermönch jüdischer Herkunft, Generalsekretär der Benediktinischen Konföderation
- Franz von Werra (1914–1941), Jagdflieger, verbrachte seine Kindheit in der Villa Donaueck (heute Haus Maria Trost)
- Stephan Reimund Senge (* 1934), Priester und Schriftsteller, studierte in der Theologischen Hochschule in Beuron